# Félix Monge
Félix Monge Casao (28/10/1924) fue un filólogo español.

## Vida
Natural de Mainar. Realiza la enseñanza primaria en La Puebla de Híjar, localidad en la que su progenitor es profesor, y la enseñanza secundaria en el Instituto Goya de Zaragoza, donde tiene como profesores a Eugenio Frutos o José Manuel Blecua Teijeiro y como condiscípulos a Fernando Lázaro Carreter y Constantino Láscaris Comneno Micolaw entre otros. En la Facultad de Filosofía y Letras realizará los cursos de Comunes, siendo Francisco Ynduráin uno de sus profesores. En la Universidad Central de Madrid (hoy Complutense) cursa Filología Románica (1943-1945) y recibe siu título de doctor en 1949, siendo su director de tesis Dámaso Alonso. Comienza su labor de magisterio e investigación en la Universidad Central en 1945, para marchar, en 1953, a la Universidad de Zürich (Suiza), donde trabaja durante 13 años, como lector de español, al principio, y, posteriormente, como Privatdozent de Lengua y Literatura Españolas. Después retornará más de una vez como Gast-professor. En 1966 consigue la Cátedra de Gramática general y crítica literaria de la Universidad de Santiago de Compostela; allí dará clases hasta 1968, año en que se muda a la Facultad de Filosofía y Letras de Zaragoza, donde ha desempeñado su labor docente hasta el curso 99-00 (desde 1990 como Profesor Emérito). Es Académico correspondiente en Aragón de la Real Academia Española (1973), Consejero de la Institución «Fernando el Católico» (1969), Miembro de Honor de la Sociedad Suiza de Estudios Hispánicos (1984) y Académico de Número de la Real Academia de Nobles y Bellas Artes de San Luis de Zaragoza (1993).

## Obra
«Notas para la historiografía del habla de Aragón»; en Boletín de la R.A.E., XXI, 1951; «El habla de la Puebla de Híjar»; en Revista de Dialectología y Tradiciones Populares, VII, 1951; «Las frases pronominales de sentido impersonal en español»; en A.F.A., VII, 1955; «La Dorotea de Lope de Vega» en Vox Romanica, 16, 1958; «Ser y estar con participios y adjetivos»; en Actas do IX Congreso Internacional de Linguística Românica, Lisboa, 1961. «Los diminutivos en español»; en Actes du Xe Congrès International de Linguistique et Philologie Romanes, París, 1965; «Culturanismo y conceptismo a la luz de Gracián»; en Homenajes. Estudios de Filología e Historia literaria hispanoamericanas e iberoamericanas..., La Haya, 1966. «Los nombres de acción en español»; en Actele celui de-al XII-ea Congres de Linguistica si Filologie Romanica, Bucuresti, 1970. «Sufijos españoles para la designación de ‘golpe’»; en Homenaje a Francisco Ynduráin, 2, 1972. «Panorama de la lingüística actual»; en Rafael Lapesa (coord.), Comunicación y lenguaje, Madrid, 1977. «-ción, -sion, -zón, y -ón: función y forma en los sufijos»; en Estudios ofrecidos a Emilio Alarcos Llorach, II, O., 1978. «El poeta y su ‘rareza’»; en Homenaje a Ildefonso Manuel Gil, 2, 1982. «Una Retórica aragonesa de fines del siglo XVII»; en Gracián y su época. Actas de la I Reunión de Filólogos Aragoneses, 2, 1986. «¿Una nueva lengua románica?»; en La Corona de Aragón y las lenguas románicas. Miscelánea de homenaje para Germán Colón, Tübingen, Günter Narr Verlag, 1988. «le/lo llamar»; en Actes du XXe congrès International de Linguistique et Philologie Romanes, Tome I, Section I (La phrase), Tübingen und Basel, A. Francke Verlag, 1993.